# PPP1R13L
PPP1R13L‏ (Protein phosphatase 1 regulatory subunit 13 like) هوَ بروتين يُشَفر بواسطة جين PPP1R13L في الإنسان.